# Foetidia asymetrica
Foetidia asymetrica är en tvåhjärtbladig växtart som beskrevs av Joseph Marie Henry Alfred Perrier de la Bâthie. Foetidia asymetrica ingår i släktet Foetidia och familjen Lecythidaceae.
Artens utbredningsområde är Madagaskar. Inga underarter finns listade i Catalogue of Life.